# Официални празници в България
Официалните празници в Република България са определени от Кодекса на труда, член 154.

## Основни официални празници
Съгласно Кодекс на труда чл. 154, ал. 2 (Нова – ДВ, бр. 105 от 2016 г., в сила от 1 януари 2017 г.): Когато официалните празници по ал. 1, с изключение на Великденските празници, съвпадат със събота и/или неделя, първият или първите два работни дни след тях са неприсъствени.
| Дата             | Официално име                                                                                               | Бележки |
| ---------------- | --- | --- |
| 1 януари         | Нова година                                                                                                 | |
| 3 март           | Ден на Освобождението на България от османско владичество                                                   | национален празник |
| април\май        | Великден | дните се определят според православния календар: •2025 г.: 20 април; •2026 г.: 12 април; •2027 г.: 2 май; •2028 г.: 16 април; •2029 г.: 8 април; •2030 г.: 28 април; •2031 г.: 13 април |
| 1 май            | Ден на труда и на международната работническа солидарност                                                   | |
| 6 май            | Гергьовден, Ден на храбростта и празник на Българската армия                                                | |
| 24 май           | Ден на светите братя Кирил и Методий, на българската азбука, просвета и култура и на славянската книжовност | |
| 6 септември      | Ден на Съединението на България                                                                             | |
| 22 септември     | Ден на Независимостта на България                                                                           | |
| 1 ноември        | Ден на народните будители                                                                                   | |
| 24 декември      | Бъдни вечер                                                                                                 | |
| 25 и 26 декември | Рождество Христово (Коледа)                                                                                 | |

## Еднократни официални празници и почивни дни
Съгласно Кодекс на труда чл. 154, ал. 3 (Доп. – ДВ, бр. 52 от 2004 г., в сила от 01.08.2004 г., изм. – ДВ, бр. 15 от 2010 г., предишна ал. 2, изм. – ДВ, бр. 105 от 2016 г., в сила от 1 януари 2017 г.) Министерският съвет може да обявява еднократно и други дни за неприсъствени за оказване на обществена почит към важни исторически, политически, културни или други особено значими събития, както и дни за честване на определени професии и за оказване на признателност.

## Забележка
От 2017 година е прието официалните празници в България (с изключение на Великденските), които се паднат в събота или неделя, да се почиват в първия работен ден след тях. Ако има празници и събота и неделя, съответно се почива понеделник и вторник.